# O Filme da Minha Vida (RTP2)
O Filme da Minha Vida foi uma rubrica de exibição de cinema aos sábados à noite, na RTP2, apresentado por Inês de Medeiros, que se fazia acompanhar por um convidado diferente por semana, que começava o programa dizendo qual era o filme da sua vida e as razões da sua escolha. De seguida, era exibido o referido filme.

## Filmes Exibidos n'O Filme da Minha Vida
Os filmes que foram estreados em televisão n'"O Filme da Minha Vida" foram dos mais variados tipos e os que mais fizeram sucesso na televisão, como demonstra a lista dos seguintes exemplos que apresentamos de filmes que foram estreados, exibidos ou reexibidos na rubrica:

### 1997
| Dia de exibição        | Titulo do filme e ano                   | País de origem                       | Elenco principal                                                                              | Tempo de exibição    |
| ---------------------- | --------------------------------------- | ------------------------------------ | --------------------------------------------------------------------------------------------- | -------------------- |
| 8 de novembro de 1997  | A Bela de Dia (1967)                    | França · Itália                      | Catherine Deneuve, Jean Sorel, Michel Piccoli, Geneviève Page, Pierre Clémenti                | 1 hora e 50 minutos  |
| 15 de novembro de 1997 | Luzes da Ribalta (1952)                 | Estados Unidos                       | Charles Chaplin, Claire Bloom, Nigel Bruce, Buster Keaton, Sydney Earle Chaplin, Norman Lloyd | 2 horas e 35 minutos |
| 22 de novembro de 1997 | O Clube dos Poetas Mortos (1989)        | Estados Unidos                       | Robin Williams, Robert Sean Leonard, Ethan Hawke                                              | 2 horas e 35 minutos |
| 29 de novembro de 1997 | A Missão (1986)                         | Reino Unido                          | Robert De Niro, Jeremy Irons, Liam Neeson                                                     | 2 horas e 15 minutos |
| 6 de dezembro de 1997  | Ter e não ter (1944)                    | Estados Unidos                       | Humphrey Bogart, Walter Brennan, Lauren Bacall                                                | 1 hora e 55 minutos  |
| 13 de dezembro de 1997 | Cyrano de Bergerac (1990)               | França                               | Gérard Depardieu, Anne Brochet                                                                | 2 horas e 25 minutos |
| 20 de dezembro de 1997 | Gandhi (1982)                           | Estados Unidos · Índia · Reino Unido | Ben Kingsley                                                                                  | 3 horas e 15 minutos |
| 27 de dezembro de 1997 | Os Chapéus de Chuva de Cherburgo (1964) | França · Alemanha                    | Catherine Deneuve, Anne Vernon, Nino Castelnuovo, Marc Michel                                 | 2 horas e 5 minutos  |

### 1998
| Dia de exibição       | Titulo do filme e ano         | País de origem | Elenco principal                                                                  | Tempo de exibição    |
| --------------------- | ----------------------------- | -------------- | --------------------------------------------------------------------------------- | -------------------- |
| 3 de janeiro de 1998  | Lilith e o seu Destino (1964) | Estados Unidos | Warren Beatty, Jean Seberg, Peter Fonda, Kim Hunter, Jessica Walter               | 2 horas e 5 minutos  |
| 10 de janeiro de 1998 | Minha Linda Lady (1964)       | Estados Unidos | Audrey Hepburn, Rex Harrison, Stanley Holloway, Wilfrid Hyde-White, Gladys Cooper | 3 horas e 5 minutos  |
| 17 de janeiro de 1998 | O Barba Azul (1947)           | Reino Unido    | Charles Chaplin, Mady Corell                                                      | 2 horas e 20 minutos |